# Endel Tulving
Endel Tulving (* 26. Mai 1927 in Petschory, Estland, heute in der russischen Oblast Pskow; † 11. September 2023 in Mississauga, Ontario, Kanada) war ein kanadischer Psychologe und Professor der University of Toronto. Sein Hauptforschungsgebiet war das episodische Gedächtnis, ein Begriff, den er 1972 in die Gedächtnisforschung einführte und vom semantischen Gedächtnis abgrenzte, wobei er allerdings stets die Interaktionen zwischen beiden Gedächtnissystemen betonte.

## Leben
Endel Tulving ging 1947 nach Deutschland und 1949 nach Kanada. Dort erwarb er 1953 den Bachelor- und 1954 den Master-Grad im Fach Psychologie, jeweils an der University of Toronto. Nach seiner Promotion in experimenteller Psychologie an der Harvard University im Jahr 1956 trat er in den Lehrkörper der University of Toronto ein. Abgesehen von einigen Jahren an der Yale University blieb er in Toronto bis zu seiner Pensionierung im Jahr 1992.

## Ehrungen
1979 wurde Tulving zum Fellow of the Royal Society of Canada und 1992 zum Fellow of the Royal Society of London gewählt. 1986 wurde er in die American Academy of Arts and Sciences und 1988 in die National Academy of Sciences gewählt. Ab 1991 war er auswärtiges Mitglied der Königlich Schwedischen Akademie der Wissenschaften und ab 1996 der Academia Europaea. Im Jahr 2003 erhielt er den erstmals verliehenen Pasteur-Weizmann/Servier International Prize. Zwei Jahre später wurde er mit dem Gairdner Foundation International Award ausgezeichnet, 2006 wurde er Officer des Order of Canada. 2007 wurde er in die Canadian Medical Hall of Fame aufgenommen.

## Publikationen (Auswahl)
- E. Tulving, W. Donaldson: Organization of Memory. Academic Press, 1972.
- Elements of episodic memory. Oxford : Clarendon, 1983.
- Endel Tulving, Daniel L. Schacter: Priming and Human memory systems. Science, 247: 1990, 301–306.
- Tulving, E. (1998): Neurocognitive processes of human memory. In C. von Euler, I. Lundberg, and R. Llinás (Eds), Basic mechanisms in cognition and language (pp. 261–281). Amsterdam: Elsevier, 1998
- Tulving, E. (1998): Study of memory: processes and systems. In J.K. Foster & M. Jelicic (Eds.), Memory: Systems, Process, or Function? (pp. 11–30). Oxford: Oxford University Press.
- Tulving, E. & Markowitsch, H.J. (1998). Episodic and declarative memory: Role of the hippocampus. Hippocampus, 8, 198–204.
- Endel Tulving, Fergus I.M. Craik [Hrsg.]: The Oxford handbook of memory. Oxford : Oxford University Press, 2000.
- Tulving, E. (2002): Episodic memory: From mind to brain. Annual review of psychology, 53(1), 1-25.